# 迈克尔·罗伊
迈克尔·罗伊（英語：Michael Roe，1995年4月5日—），英格蘭男子羽毛球運動員。

## 成就
2017年12月，迈克尔·罗伊出戰威爾斯羽毛球國際賽，分別與Oliver Baczala和杰西卡·霍普顿合作贏得男子雙打和混合雙打比賽冠軍。

## 主要比賽成績
只列出曾進入準決賽的國際賽事成績：
| 年份   | 賽事               | 公開賽級別 | 項目     | 拍檔           | 成績   |
| ------ | ------------------ | ---------- | -------- | -------------- | ------ |
| 2017年 | 威爾斯羽毛球國際賽 | 未來系列賽 | 男子雙打 | Oliver Baczala | 冠軍   |
| 2017年 | 威爾斯羽毛球國際賽 | 未來系列賽 | 混合雙打 | 杰西卡·霍普顿  | 冠軍   |
| 2018年 | 葡萄牙羽毛球國際賽 | 國際系列賽 | 混合雙打 | 杰西卡·霍普顿  | 準決賽 |
| 2018年 | 希臘羽毛球國際賽   | 未來系列賽 | 混合雙打 | 杰西卡·霍普顿  | 亞軍   |
| 2018年 | 愛爾蘭羽毛球公開賽 | 國際系列賽 | 混合雙打 | 杰西卡·霍普顿  | 準決賽 |

| 2007-2017年 | 首要超級賽 | 超級賽 | 黃金大獎賽 | 大獎賽 | 國際挑戰賽 | 國際系列賽 | 未來系列賽 | 其他 |

| 2018-2026年 | 總決賽 | 超級1000賽 | 超級750賽 | 超級500賽 | 超級300賽 | 超級100賽 | 國際挑戰賽 | 國際系列賽 | 未來系列賽 | 其他 |